# Franz Pelikan
Franz Pelikan (6 de novembro de 1925 - 21 de março de 1994) foi um futebolista austríaco.

## Carreira
Franz Pelikan competiu na Copa do Mundo FIFA de 1954, sediada na Suíça, na qual a seleção de seu país terminou na terceira colocação dentre os 16 participantes.